# Atya brachyrhinus
Atya brachyrhinus е вид десетоного от семейство Atyidae. Видът е критично застрашен от изчезване.

## Разпространение и местообитание
Разпространен е в Барбадос.
Обитава сладководни и полусолени басейни и реки.